# Lista de episódios de Ben 10 (série de 2016)
Este é um guia de episódios da série de animação estadunidense Ben 10 criada por Man of Action, como reboot da série de mesmo nome de 2005 e exibido no Cartoon Network. Estreou em 1 de outubro de 2016 no Cartoon Network Internacional e estreou em 10 de abril de 2017 nas Américas.

## Resumo
| Temporada | Temporada | Episódios | Episódios | Originalmente exibido | Originalmente exibido |
| Temporada | Temporada | Episódios | Episódios | Estreia da temporada | Final da temporada |
| --------- | --------- | --------- | --------- | --- | --- |
|           | 1         | 40        | 40        | 1 de outubro de 2016 (Austrália) 8 de outubro de 2016 (Reino Unido) 15 de outubro de 2016 (Portugal) 10 de abril de 2017 (EUA, Brasil)                                | 28 de maio de 2017 (Reino Unido) 21 de outubro de 2017 (Portugal) 22 de novembro de 2017 (EUA) 11 de janeiro de 2017 (Austrália) 28 de dezembro de 2017 (Brasil) |
|           | 2         | 40        | 40        | 3 de fevereiro de 2018 (Austrália) 3 de outubro de 2017 (Reino Unido) 16 de novembro de 2017 (Portugal) 4 de fevereiro de 2018 (Brasil) 19 de fevereiro de 2018 (EUA) | 26 de outubro de 2018 (Reino Unido, EUA, Brasil) 22 de setembro de 2018 (Ásia)                                                                                   |
|           | 3         | 52        | 52        | 26 de janeiro de 2019 (Reino Unido) 23 de fevereiro de 2019 (EUA) 4 de março de 2019 (Brasil)                                                                         | 16 de outubro de 2019 (Reino Unido) 30 de novembro de 2019 (EUA) 27 de janeiro de 2020 (Brasil)                                                                  |
|           | 4         | 34        | 34        | 17 de janeiro de 2020 (Reino Unido) 19 de janeiro de 2020 (EUA) 3 de fevereiro de 2020 (Brasil)                                                                       | 18 de setembro de 2020 (EUA) |

## Episódios

### 1ª Temporada (2017)
A primeira temporada estreou em 1 de outubro de 2016 no Reino Unido, 10 de abril de 2017 nas américas. O último episódio da temporada foi exibido no Reino Unido em 28 de Maio de 2017, 22 de novembro de 2017 nos EUA e em 28 de Dezembro de 2017 no Brasil.
| Episódio (Ep) | Título                                                             | Escrito por                       | Exibição Original                                                                                         | Código de produção | Audiência (em milhões) |
| --- | ------------------------------------------------------------------ | --------------------------------- | --- | ------------------ | ---------------------- |
| 1 | "A Sujeira (BR)" "The Filth"                                       | Duncan Rouleau                    | 1 de outubro de 2016 10 de abril de 2017 14 de abril de 2017                                              | 103                | 0.99                   |
| Ben é encarregado de limpar o Rust Bucket, mas quando ele é enganado para deixar o vilão Fly Guys roubá-lo, ele deve persegui-lo antes de criar um monstro maggot imparável. |                                                                    |                                   | |                    |                        |
| 2 | "Filtro de Água (BR)" "Waterfilter"                                | John O'Bryan                      | 8 de outubro de 2016 10 de abril de 2017 11 de março de 2017 (pré-estreia) 11 de abril de 2017            | 101                | 0.99                   |
| A viagem de Ben, Gwen e Max às Cataratas do Niágara é interrompida pelos horríveis Hydromandras - criaturas que os ameaçam e aos seus colegas turistas. |                                                                    |                                   | |                    |                        |
| 3 | "O Líder do Ringue (BR)" "The Ring Leader"                         | Steven T. Seagle                  | 8 de outubro de 2016 10 de abril de 2017 12 de abril de 2017                                              | 102                | 0.99                   |
| Enquanto ganha grande em um jogo de vídeo Sumo Slammers, Ben recebe a idéia de ganhar um jogo de luta livre para real. |                                                                    |                                   | |                    |                        |
| 4 | "Limpando a Tempestade (BR)" "Riding the Storm Out"                | Kevin Burke e Chris Wyatt         | 15 de outubro de 2016 10 de abril de 2017 13 de abril de 2017                                             | 111                | 0.89                   |
| A viagem de acampamento de Ben e Gwen é interrompida pelos emocionantes Climáticos - Gust-o, Hail-o e Shock-o - mas um Omnitrix com defeito disparando uma confunsão de alienígenas pode não ser a previsão de sucesso. |                                                                    |                                   | |                    |                        |
| 5 | "O Polvológico (BR)" "The Clocktopus"                              | Michael Olivier                   | 6 de novembro de 2016 11 de abril de 2017 17 de abril de 2017                                             | 112                | 1.04                   |
| Em uma pacífica cidade costeira, Ben não deve apenas enfrentar o arcaico antagonista Steam Smythe e sua última criação - o Clocktopus -, mas também seu medo mais profundo: a lula. |                                                                    |                                   | |                    |                        |
| 6 | "Tomada 10 (BR)" "Take 10"                                         | Jason Adam Katzenstein            | 15 de outubro de 2016 12 de abril de 2017 18 de abril de 2017                                             | 105                | 0.87                   |
| Ao tentar filmar seu próprio filme independente, Ben acidentalmente permite que o Bug Gang fique livre e quando ele leva a luta para seu covil escondido, Ben tem que assumir o seu líder narcisista - a rainha formiga. |                                                                    |                                   | |                    |                        |
| 7 | "Na Flor da Idade (BR)" "Growing Pains"                            | Emiliano Bolado                   | 12 de novembro de 2016 13 de abril de 2017 19 de abril de 2017                                            | 113                | 0.93                   |
| Ben e Gwen são transformados em bebês por uma babá estranha que quer transformar o mundo em uma creche. |                                                                    |                                   | |                    |                        |
| 8 | "Shhh!"                                                            | Dan Marmor                        | 29 de outubro de 2016 17 de abril de 2017 20 de abril de 2017                                             | 114                | 0.82                   |
| Enquanto relaxa em um mosteiro com uma política de não fazer barulho, Ben não só pode ficar quieto mas acidentalmente desperta um Dragão perigoso escondido em uma câmara secreta abaixo dos salões sagrados. |                                                                    |                                   | |                    |                        |
| 9 | "A Breve Carreira da Sortuda (BR)" "Brief Career of Lucky Girl"    | Ed Valentine                      | 5 de novembro de 2016 18 de abril de 2017 21 de abril de 2017                                             | 115                | 0.74                   |
| Quando um jogador de mágica recebe suas mãos em uma varinha mágica real na Comic Con, Ben recruta com a ajuda de Gwen (como Lucky Girl) para ajudar a parar Hex e recuperá-lo enganando o bruxo mau e pensar que ela é possuidora de poderosa magia própria. |                                                                    |                                   | |                    |                        |
| 10 | "Fazenda Animal (BR)" "Animo Farm"                                 | Kevin Almeida e Jeff Treppel      | 16 de outubro de 2016 19 de abril de 2017 27 de abril de 2017                                             | 106                | 0.66                   |
| Ben tropeça no laboratório secreto do Dr. Animo - agora governado por seus mutantes superiores, os Alphas - e deve ajudar os animais menores a escapar presos como "Insectóide". - Nota: Este episódio é parte da continuação da semana de estreias do dia 24 de abril de 2017 no Cartoon Network do Brasil. |                                                                    |                                   | |                    |                        |
| 11 | "Faculdade de Palhaço (BR)" "Clown College"                        | Lawrence H. Levy                  | 22 de outubro de 2016 20 de abril de 2017 4 de maio de 2017                                               | 107                | 0.74                   |
| Ben está se unindo com os colegas de Max para parar o insano Clown Zombozo. - Nota: Este episódio é parte da continuação da semana de estreias do dia 1 de maio de 2017 no Cartoon Network do Brasil. |                                                                    |                                   | |                    |                        |
| 12 | "Aventuras de Babá (BR)" "Adventures in Babysitting"               | Zander Cannon                     | 29 de novembro de 2016 24 de abril de 2017 3 de outubro de 2017                                           | 116                | 0.84                   |
| Gwen, Ben e Max encontram uma família que é tipo de seu espelho. |                                                                    |                                   | |                    |                        |
| 13 | "Alguma Coisa Que Eu Comi (BR)" "Something I Ate"                  | Tom Pinchuk                       | 23 de outubro de 2016 25 de abril de 2017 18 de maio de 2017                                              | 108                | 0.78                   |
| Os Tennysons visitam Fort Know, mas não dura muito até Ben ter que lutar contra um monstro. - Nota: Este episódio é parte da contínuação da semana de estreias do dia 15 de maio de 2017 no Cartoon Network do Brasil. |                                                                    |                                   | |                    |                        |
| 14 | "Vapor é a Solução (BR)" "Steam Is the Word"                       | Lawrence H. Levy                  | 26 de novembro de 2016 26 de abril de 2017 4 de outubro de 2017                                           | 117                | 0.84                   |
| No coração do Vale do Silício, Ben tem que parar uma vilã vitoriana, e para obter um vapor Smythe que é uma fonte de energia incrível selado numa cápsula do tempo Tesla. |                                                                    |                                   | |                    |                        |
| 15 | "A Fera Interior (BR)" "The Beast Inside"                          | Matt Nix                          | 23 de fevereiro de 2017 27 de abril de 2017 14 de dezembro de 2017                                        | 129                | 0.79                   |
| Dr. Animo retorna com sua mais nova invenção, o 'Animerger'. - Nota: Este episódio é parte da continuação da semana de estreias do dia 11 de dezembro de 2017 no Cartoon Network do Brasil. |                                                                    |                                   | |                    |                        |
| 16 | "Tudo Molhado (BR)" "All Wet"                                      | A.J. Marchisello                  | 16 de fevereiro de 2017 1 de maio de 2017 5 de outubro de 2017                                            | 124                | 0.81                   |
| Ninguém acredita em Ben quando insiste que um dos clientes, esperando na fila no World of Wet Water Park, é o nefasto Frightwig, disfarçado de uma garota comum chamada Frida. |                                                                    |                                   | |                    |                        |
| 17 | "Hora do Vilão (BR)" "Villain Time"                                | A.J. Marchisello                  | 13 de fevereiro de 2017 2 de maio de 2017 25 de maio de 2017                                              | 121                | 0.85                   |
| Um homem que tenta ser um herói acaba por abusar de seus poderes, e Ben tem que detê-lo. - Nota: Este episódio é parte da contínuação da semana de estreias do dia 22 de maio de 2017 no Cartoon Network do Brasil. |                                                                    |                                   | |                    |                        |
| 18 | "Em Direção à Loucura (BR)" "Drive You Crazy"                      | A.J. Marchisello                  | 21 de fevereiro de 2017 3 de maio de 2017 28 de dezembro de 2017                                          | 127                | 0.89                   |
| Ben e Gwen decidem correr contra Lagrange quando ele faz uma corrida. - Nota: Este episódio é parte dos segmentos da semana de estreias do dia 25 de dezembro de 2017 no Cartoon Network do Brasil. |                                                                    |                                   | |                    |                        |
| 19 | "Amanhã Hoje (BR)" "Tomorrow Today"                                | James Felder                      | 24 de fevereiro de 2017 4 de maio de 2017 21 de dezembro de 2017                                          | 130                | 0.88                   |
| O grupo visita Buddy onde Steam Smythe espera ter uma arma secreta para governar o mundo. |                                                                    |                                   | |                    |                        |
| 20 | "História Chata (BR)" "Story, Bored"                               | Henry J. Stukenborg               | 17 de fevereiro de 2017 8 de maio de 2017 6 de outubro de 2017                                            | 125                | 0.78                   |
| Hex retorna para o "Grimório de Archamada" que contém um feitiço que o tornará mais poderoso do que nunca. |                                                                    |                                   | |                    |                        |
| 21 | "10 Tacadas (BR)" "Hole in 10"                                     | Shannon Denton                    | 22 de fevereiro de 2017 9 de maio de 2017 7 de dezembro de 2017                                           | 128                | 0.76                   |
| Durante o golfe, Ben deve enfrentar uma gangue de motoqueiros marmotas mutantes. |                                                                    |                                   | |                    |                        |
| 22 | "Receita para o Desastre (BR)" "Recipe for Disaster"               | Michael Allred e Steven T. Seagle | 15 de fevereiro de 2017 29 de maio de 2017 16 de setembro de 2017                                         | 123                | 1.20                   |
| Alguns chefs estrangeiros decidem pegar o Ben para o almoço quando ele é Wildvine. |                                                                    |                                   | |                    |                        |
| 23 | "Descanse em Paz, Lata-Velha (BR)" "Rustbucket RIP"                | Adam Pica                         | 29 de outubro de 2016 29 de maio de 2017 16 de setembro de 2017                                           | 109                | 1.13                   |
| Ben recebe um raro cartão o Sumo Slammer na histórica vila de Holdenville. Billy Billions quer aquele cartão assim que desafia Ben com seus zangões high-tech. |                                                                    |                                   | |                    |                        |
| 24 | "Troca de Gwen e Ben (BR)" "Freaky Gwen Ben"                       | Chuck Kim                         | 1 de outubro de 2016 9 de junho de 2017 10 de abril de 2017                                               | 104                | 0.94                   |
| Quando Ben interfere com a busca maliciosa do mágico Hex que se move pela terra em uma reunião de troca, ele troca de corpo com Gwen forçando-o a andar uma milha em seus sapatos e vice-versa! |                                                                    |                                   | |                    |                        |
| 25 | "Ben 24 Horas (BR)" "Ben 24hrs"                                    | Joe Kelly                         | 30 de outubro de 2016 16 de junho de 2017 16 de setembro de 2017                                          | 110                | 0.93                   |
| Ben e Gwen querem ficar acordados em Adrenaland, um parque temático que está aberto 24 horas por dia, 7 dias por semana. Pensando que com suas habilidades alienígenas ele pode ficar acordado, mas as coisas pioram. |                                                                    |                                   | |                    |                        |
| 26 | "Luzes Claras, Corações Negros (BR)" "Bright Lights, Black Hearts" | Jonathan Callan                   | 14 de fevereiro de 2017 23 de junho de 2017 2 de outubro de 2017                                          | 122                | 1.05                   |
| Ben, Gwen e Max param no cemitério de um filme, Os Desvivos. Mas, quando Ben descobre que o ator principal, Michael Morningstar, é um vampiro de energia, ele vira um alienígena para mostrar ao mundo quem é o verdadeiro astro: Chama. |                                                                    |                                   | |                    |                        |
| 27 | "Inimigos de Laser (BR)" "Don't Laze Me, Bro"                      | Julien Magnat                     | 21 de maio de 2017 1 de setembro de 2017 12 de outubro de 2017                                            | 136                | 0.87                   |
| Quando Billy Bilhões assume o Laser Town para o aniversário dele, Ben e Gwen o desafiam a um Laser Tag, onde o perdedor nunca deve colocar o pé em um jogo de laser tag nunca mais. |                                                                    |                                   | |                    |                        |
| 28 | "Não Solte a Batida (BR)" "Don't Let the Bass Drop"                | Seyha Klam                        | 4 de dezembro de 2016 8 de setembro de 2017 11 de maio de 2017                                            | 120                | 0.89                   |
| Gwen e Ben estão ansiosos para assistir a um show do Dia da Terra em Portland até que o show seja seqüestrado pelo vilão manipulador de som. |                                                                    |                                   | |                    |                        |
| 29 | "Penny, A Mala (BR)" "Bad Penny"                                   | Samantha Charlip                  | 13 de maio de 2017 15 de setembro de 2017 26 de outubro de 2017                                           | 133                | 0.90                   |
| Ben sai com sua estranha ex-babá chamada Penny, quando eles chegam a um festival de porcos, Maurice e Sydney criam uma arma de hélio para o próximo grande choque! |                                                                    |                                   | |                    |                        |
| 30 | "Zombolândia (BR)" "Zombozo-Land"                                  | Joe Casey                         | 20 de maio de 2017 22 de setembro de 2017 2 de novembro de 2017                                           | 135                | 0.75                   |
| Zombozo retorna com um novo plano para transformar todos em palhaços como ele. |                                                                    |                                   | |                    |                        |
| 31 | "Esquecieti (BR)" "Forgeti"                                        | Michael Olivier                   | 6 de maio de 2017 29 de setembro de 2017 30 de outubro de 2017                                            | 131                | 0.72                   |
| Albedo sequestra Ben Tennyson para construir uma cópia do Omnitrix, mas Gwen, Max e Azmuth vão lá para deter Albedo. |                                                                    |                                   | |                    |                        |
| 32 | "Max ao Máximo (BR)" "Max to the Max"                              | John Sazaklis                     | 14 de maio de 2017 6 de outubro de 2017 9 de novembro de 2017                                             | 134                | 0.76                   |
| Max decide ir para o Monte Rushmore para ir numa reunião dos Encanadores. |                                                                    |                                   | |                    |                        |
| 33 | "Aparando as Pontas (BR)" "Cutting Corners"                        | Justin Peniston                   | 3 de dezembro de 2016 13 de outubro de 2017 1 de junho de 2017                                            | 119                | 0.87                   |
| Ben quer ganhar algum dinheiro cortando o gramado de Bob. Ele reconstrói o cortador de em uma máquina de corte rápido, mas ao liga-lo irrita os vizinhos. |                                                                    |                                   | |                    |                        |
| 34 | "Zingo (BR)" "Xingo"                                               | Evan Dorkin e Sarah Dyer          | 20 de fevereiro de 2017 20 de outubro de 2017 16 de novembro de 2017                                      | 126                | 0.89                   |
| O personagem de desenho animado favorito de Ben, Zingo, sai da TV para o mundo real. |                                                                    |                                   | |                    |                        |
| 35 | "Bobo de Medo (BR)" "Scared Silly"                                 | Anthony J. Marchisello            | 7 de maio de 2017 27 de outubro de 2017 23 de novembro de 2017                                            | 132                | 0.73                   |
| Ben Tennyson é encarregado a cuidar do mercado do Senhor Baumann, após destruir o carro do Sr. Baumann enquanto estava lutando contra o Malware. |                                                                    |                                   | |                    |                        |
| 36 | "Desejo de Velocidade (BR)" "Need for Speed"                       | Jonathan Browning                 | 27 de novembro de 2016 3 de novembro de 2017 8 de junho de 2017                                           | 118                | 0.84                   |
| Visitando Yellowstone National Park, Ben descobre um enredo por LaGrange que quer desenterrar um antigo tesouro de baixo do parque nacional. |                                                                    |                                   | |                    |                        |
| 3740 | "Omni-Engano ((BR)) Omni-Ilusão (PT)" "Omni-Tricked"               | A.J. Marchisello e Man of Action  | 27 de maio de 2017 28 de maio de 2017 22 de novembro de 2017 15 de dezembro de 2017 21 de outubro de 2017 | 137138139140       | 1.23                   |
| Parte 1: A viagem de Ben a Portland com sua família é interrompida pela chegada do décimo primeiro alienígena, Gax, enquanto luta contra outro dos monstros do Dr. Animo. Mas quando o Omnitrix começa a se comportar estranhamente, Ben começa a se transformar de um alienígena para outro sem poder parar. Parte 2: Como o Omnitrix ainda é incontrolável, Ben pede um amigo misterioso de Max para repará-lo. Mas quando três caçadores de recompensas, Sixsix, Kraab e Tetrax pousam para recuperar o relógio, Ben tem que tentar combatê-los apesar da atual situação. Parte 3: Ben se dirige até a floresta para evitar que suas transformações imprevisíveis causem danos. Enquanto isso, Vilgax, que parece ser a mesma espécie que Gax, aterra nas proximidades. O último ajuda Ben a descobrir seus poderes, mas ele rapidamente percebe que esse novo amigo é de fato um oponente. Parte 4: Após o encontro com Vilgax, Ben continua a se transformar rapidamente sem parar ou poder reverter para a forma humana. Enquanto Vilgax tenta pegar a energia de um vulcão para recarregar seu navio e voltar para casa, Ben consegue a ideia de "atualizar" o Omnitrix e assim salvar o planeta de seu inimigo. |                                                                    |                                   | |                    |                        |

### 2ª Temporada (2018)
Após atualizar o Omnitrix no final da primeira temporada, Ben continua sua viagem nas suas férias de verão junto com sua prima Gwen e seu avo Max, onde encontrará novos inimigos e também desbloqueia um novo alienígena após a atualização do Omnitrix.
A 2ª Temporada estreou no Reino Unido em outubro de 2017, no Brasil em 4 de fevereiro de 2018 e nos EUA em 19 de fevereiro de 2018.
| Episódio (Ep) | Episódio (temp.) | Título                                                                    | Escrito por                                                                  | Exibição original | Audiência (em milhões) |
| --- | ---------------- | ------------------------------------------------------------------------- | ---------------------------------------------------------------------------- | --- | ---------------------- |
| 41 | 1                | "Para o Lançamento (BR) Fora de Alcance (PT)" "Out of Launch"             | Joe Casey                                                                    | 3 de outubro de 2017 18 de novembro de 2017 19 de fevereiro de 2018 4 de fevereiro de 2018                                | 0.97                   |
| Em uma visita a Cabo Canaveral, os Tennysons participam do lançamento de um plano espacial experimental, mas quando Vilgax seqüestra o navio, Ben deve impedi-lo de armadilhar-o. |                  |                                                                           |                                                                              | |                        |
| 42 | 2                | "Combate no Caixotão (BR) Luta na Biggie Box (PT)" "Battle at Biggie Box" | Duncan Rouleau                                                               | 4 de outubro de 2017 19 de novembro de 2017 19 de fevereiro de 2018 4 de fevereiro de 2018                                | 0.89                   |
| Durante a venda da Biggie Box, Ben recruta Simon Sez para ajudá-lo a encontrar o Vô Max e voltar para o cadastro com seus brinquedos antes que a venda termine e Billy Billions os compre. |                  |                                                                           |                                                                              | |                        |
| 43 | 3                | "Bon Voyage"                                                              | Steven T. Seagle                                                             | 4 de outubro de 2017 19 de novembro de 2017 26 de fevereiro de 2018 4 de fevereiro de 2018                                | 0.82                   |
| A bordo do SS Pettigrew, Ben não deve apenas combater o enjoo, mas Steam Smythe, que procura usar suas criaturas mecânicas para afundar o substituto do navio a vapor. |                  |                                                                           |                                                                              | |                        |
| 44 | 4                | "Maluquice Em Mascot (BR) Caos na Mascote (PT)" "Mayhem in Mascot"        | Duncan Rouleau                                                               | 5 de outubro de 2017 25 de novembro de 2017 26 de fevereiro de 2018 1 de março de 2018                                    | 0.82                   |
| Após a tentativa de obter uma foto com cada mascote de frente a frente, Ben e Gwen sairam à noite para tirar a foto com o totem de urso de madeira conhecido como Yawk. |                  |                                                                           |                                                                              | |                        |
| 45 | 5                | "Apanhador de Gritos (BR) Caçador de Gritos (PT)" "Screamcatcher"         | Joseph Kelly                                                                 | 5 de outubro de 2017 25 de novembro de 2017 5 de março de 2018 8 de março de 2018                                         | 0.65                   |
| Quando uma cavidade força Ben ao dentista, seu dia fica ainda pior quando o mago malévolo Hex usa um coletor de sonhos próximo para trazer os medos de Ben à vida. |                  |                                                                           |                                                                              | |                        |
| 46 | 6                | "Filme Feroz (BR)" "Creature Feature"                                     | A.J. Marchisello                                                             | 28 de janeiro de 2018 5 de março de 2018 5 de abril de 2018                                                               | 0.65                   |
| Ben e Gwen devem salvar o drive-in quando o mago malvado Hex traz um monstro de filme à vida. |                  |                                                                           |                                                                              | |                        |
| 47 | 7                | "Bomzobo Vive (BR)" "Bomzobo Lives"                                       | Joe Casey                                                                    | 2 de fevereiro de 2018 12 de março de 2018 10 de maio de 2018                                                             | 0.72                   |
| Durante uma viagem de rotina ao DMV, Max faz um teste de condução para renovar sua licença, mas Zombozo disfarçado seqüestra o papel de instrutor. |                  |                                                                           |                                                                              | |                        |
| 48 | 8                | "Animorfose (BR / PT)" "Animorphosis"                                     | A.J. Marchisello                                                             | 6 de outubro de 2017 26 de novembro de 2017 12 de março de 2018 22 de março de 2018                                       | 0.72                   |
| À medida que os Tennysons destroem fósseis de dinossauro nos Badlands, Ben não sabe que Vilgax e o Dr. Amino se uniram para roubar DNA alienígena dentro do Omnitrix. |                  |                                                                           |                                                                              | |                        |
| 49 | 9                | "Ataque no Palácio das Panquecas (BR)" "Assault on Pancake Palace"        | Duncan Rouleau                                                               | 1 de fevereiro de 2018 19 de março de 2018 3 de maio de 2018                                                              | 0.78                   |
| Quando Gwen entra em um concurso de comida de panqueca no famoso Pancake Palace, Ben encontra os Irmãos Bugg e deve detê-los antes de obterem um fornecimento infinito de Panquecas Pancake Palace. |                  |                                                                           |                                                                              | |                        |
| 50 | 10               | "Expresso Alto Estresse (BR)" "High Stress Express"                       | Joe Casey                                                                    | 27 de janeiro de 2018 26 de março de 2018 29 de março de 2018                                                             | 0.73                   |
| Durante uma transmissão ao vivo de um trem de bala transcontinental, Lagrange entra na imagem para superar o trem, mas Ben se junta à diversão e não vai parar em nada para sair. |                  |                                                                           |                                                                              | |                        |
| 5152 | 1112             | "O 11° Alien (BR) O 11º Alienígena (PT)" "The 11th Alien"                 | Joseph Kelly                                                                 | 2 de dezembro de 2017 3 de dezembro de 2017 6 de abril de 2018 30 de março de 2018                                        | 0.90                   |
| Ben tem um novo alienígena: Shock Rochoso! E ele vai precisar dele para parar Vilgax com seu último plano para conquistar o mundo. |                  |                                                                           |                                                                              | |                        |
| 53 | 13               | "Metade (BR)" "Half-Sies"                                                 | A.J Marchisello                                                              | 10 de abril de 2018 16 de abril de 2018 13 de agosto de 2018                                                              | 0.55                   |
| Em uma viagem a um lago, Ben e Gwen discutem sobre a celebração desnecessária do "meio" aniversário deles. Mas, quando Max descobre que houve um acidente em uma mina próxima, os primos devem deixar as diferenças de lado, para resgatar os mineiros enterrados e descobrir quem é responsável pelo desastre. |                  |                                                                           |                                                                              | |                        |
| 54 | 14               | "O Retorno do Zingo (BR)" "Xingo's Back"                                  | Joe Casey                                                                    | 11 de abril de 2018 23 de abril de 2018 20 de agosto de 2018                                                              | 0.52                   |
| Enquanto Max tira uma soneca bem merecida, Ben e Gwen vão para uma parada de descanso.Quando de repente o Ben anda por uma sala e ele encontra um arcade do Zingo e ele se transforma no Choque Rochoso para ligar o arcade só que o Ben acidentalmente traz o Zingo de volta a vida e fica preso no jogo do Zingo. |                  |                                                                           |                                                                              | |                        |
| 55 | 15               | "Bola das Recompensas (BR)" "Bounty Ball"                                 | Joe Kelly                                                                    | 12 de abril de 2018 30 de abril de 2018 27 de agosto de 2018                                                              | 0.55                   |
| Os Tennysons estão em uma longa viagem de trem e Ben está entediado, então ele sai escondido e vai na loja de presentes. Enquanto isso, os Caçadores de Recompensa aparecem e sequestram o garoto. Agora cabe a Gwen a ajudar seu primo a escapar. - Nota: Os episódios desde Half Sies até Bounty Ball foram postados primeiramente no CN APP no dia 6 de abril de 2018. |                  |                                                                           |                                                                              | |                        |
| 56 | 16               | "Terror na Neblina (BR)" "Fear the Fogg"                                  | Kevin Somers                                                                 | 9 de abril de 2018 7 de maio de 2018 17 de setembro de 2018                                                               | 0.54                   |
| Enquanto Max tenta levar Ben e Gwen ao Monumento aos Quatro Cantos antes do pôr do sol, um sinistro banco de nevoeiro engole a estrada e força Max a dirigir em um ritmo de caracóis, mas uma vez que o Fogg ganha vida e ataca a Lata-Velha, a equipe Tennyson deve trabalhar juntos, se quiserem navegar para a segurança. |                  |                                                                           |                                                                              | |                        |
| 57 | 17               | "União de Super-Vilões (BR)" "Super-Villain Team-Up"                      | Joe Casey                                                                    | 22 de maio de 2018 14 de maio de 2018 5 de outubro de 2018                                                                | 0.56                   |
| Depois de uma trégua em travessuras alienígenas, um inquieto Ben sugere a Max e Gwen que ele poderia ser um herói melhor se fosse sozinho, mas uma vez que Vilgax pede a ajuda de Zombozo para construir um hipno-mecanismo gigante para hipnotizar o mundo inteiro, Ben deve repensar sua estratégia se ele quiser derrotar o super-vilão. |                  |                                                                           |                                                                              | |                        |
| 58 | 18               | "Posso Ficar Com Ele? (BR / PT)" "Can I Keep It?"                         | Joseph Kelly                                                                 | 3 de outubro de 2017 18 de novembro de 2017 21 de maio de 2018 4 de fevereiro de 2018                                     | 0.51                   |
| Depois de tropeçar em um híbrido de criatura de gato-cachorro-coelho fofo, ou Gacoelho, Ben ignora o conselho do Vô Max e esconde o animal na Lata Velha. |                  |                                                                           |                                                                              | |                        |
| 59 | 19               | "Frango da Sabedoria (BR)" "Chicken Nuggets of Wisdom"                    | Jason Katzenstein                                                            | 19 de abril de 2018 22 de maio de 2018 10 de outubro de 2018                                                              | 0.63                   |
| Quando Ben e Max discutem, Ben se transforma em Chama para desabafar contra os desejos de Max; mas uma vez que o Dr. Animo o localiza e subsequentemente e transforma Max em uma galinha, cabe a Ben salvar seu avô e parar o Dr. Animo, agora usando um monstro baseado em morcegos com gritos sonoros. |                  |                                                                           |                                                                              | |                        |
| 60 | 20               | "Enkoilados (BR)" "All Koiled Up"                                         | A.J. Marchisello                                                             | 23 de maio de 2018 24 de setembro de 2018                                                                                 | 0.48                   |
| Quando Ben fica impaciente com o ritmo lento de jardinagem, ele se transforma no Enxurrada para acelerar o ritmo e acidentalmente inunda a horta comunitária. Mas, um buraco gigante se abre no chão e liberta Rei Koil e seu dragão-de-komodo, Ben deve rapidamente corrigir seu erro e capturar os bandidos, se quiser salvar a cidade costeira de Bayburgh. |                  |                                                                           |                                                                              | |                        |
| 61 | 21               | "Rei Koil (BR)" "King Koil"                                               | Steven T. Seagle                                                             | 4 de fevereiro de 2018 11 de junho de 2018 24 de maio de 2018                                                             | 0.35                   |
| Ben e Gwen se voluntariam por um dia no Repto Ranch. Lá eles conhecem o cara mau King Koil, que, claro, não é bom. Rapidamente, ambos devem superar seu medo de cobras e salvar os animais que o terrível ladrão libertou. |                  |                                                                           |                                                                              | |                        |
| 62 | 22               | "O Ataque do Encanto (BR)" "The Charm Offensive"                          | Duncan Rouleau                                                               | 21 de maio de 2018 11 de junho de 2018 3 de outubro de 2018                                                               | 0.42                   |
| Enquanto passeiam em Fort Knox, Gwen fica com ciúmes dos alienígenas de Ben, recebendo todo o glamour e atenção. Mas quando ela descobre que uma nova vilã, Encantriz, é realmente a última bruxa remanescente de Michael Morningstar que virou bruxa, Gwen deve resistir aos ataques tanto dela quanto da Morningstar, e provar ser um valioso membro da equipe Tennyson. |                  |                                                                           |                                                                              | |                        |
| 63 | 23               | "Hex Em Dobro (BR)" "Double Hex"                                          | Daniel Marmor                                                                | 2018 11 de junho de 2018 8 de outubro de 2018                                                                             | 0.44                   |
| Enquanto a observação de pássaros no Pinnacles National Park, Gwen e Ben entram em uma competição de quem pode avistar mais pássaros em primeiro lugar, mas sua disputa deve ser mantida até que eles possam derrotar Hex, que encontrou uma pedra que lhe permite criar cópias perfeitas de si mesmo. . No entanto, quando o filhote de uma espécie em extinção engole metade da pedra, os Tennysons devem protegê-la a todo custo. |                  |                                                                           |                                                                              | |                        |
| 64 | 24               | "Duelo Laser à Moda Antiga (BR)" "Ye Olde Laser Duel"                     | Beto Skubs                                                                   | 4 de junho de 2018 11 de junho de 2018 3 de setembro de 2018                                                              | 0.49                   |
| Enquanto a equipe de Tennyson admira a estação de trem moderna, Ben fareja um dos robôs de Steam Smythe segurando a linha. Uma vez que o vilão cansado engana Ben para aceitar um duelo, os dois se envolvem em um duelo que resultará na humilhação do perdedor e na crítica forçada da tecnologia que eles defendem. |                  |                                                                           |                                                                              | |                        |
| 65 | 25               | "Ben de Novo e de Novo (BR)" "Ben Again and Again"                        | Duncan Rouleau                                                               | 2018 11 de junho de 2018 12 de outubro de 2018                                                                            | 0.45                   |
| Depois que os esforços de Billy Billions para esculpir seu rosto no Monte Rushmore com um laser são frustrados por Ben, os dois se engajam em uma batalha pelo Omnitrix, voltando ao tempo em que Ben o ganhou, mas se intrometendo no contínuo espaço-temporal. está causando a história para desestabilizar, mas com o Omnitrix constantemente mudando de usuários, eles podem economizar tempo em si? |                  |                                                                           |                                                                              | |                        |
| 66 | 26               | "Vote Zombozo (BR)" "Vote Zombozo"                                        | Joe Casey                                                                    | 6 de outubro de 2017 26 de novembro de 2017 10 de setembro de 2018 15 de março de 2018                                    | 0.40                   |
| Quando a Lata-Velha deve estar na mesma cidade que a última parada da campanha de Zombozo, Ben logo descobre que o palhaço está usando seus discursos para hipnotizar e roubar a cidade. |                  |                                                                           |                                                                              | |                        |
| 67 | 27               | "Voando com Drones (BR)" "Drone On"                                       | Joe Casey                                                                    | 29 de janeiro de 2018 10 de setembro de 2018 17 de maio de 2018                                                           | 0.42                   |
| Ben e Gwen estão em uma guerra de avião de papel altamente competitiva, mas quando os drones de tecnologia alienígena bombardeiam a Lata Velha, os primos devem trabalhar juntos para aterrar o ataque aéreo. |                  |                                                                           |                                                                              | |                        |
| 68 | 28               | "Safari Surreal (BR)" "Safari Sa'Bad"                                     | A.J. Marchisello                                                             | 30 de janeiro de 2018 11 de setembro de 2018 15 de abril de 2018                                                          | 0.41                   |
| Em sua viagem para Adrenaworld West, Ben faz um desvio em um cruzeiro na selva e encontra-se caçado pelo malvado Tim Buktu, que assume o controle dele usando um boneco de vodu. |                  |                                                                           |                                                                              | |                        |
| 69 | 29               | "A Natureza das Coisas (BR)" "The Nature of Things"                       | A.J. Marchisello                                                             | 31 de janeiro de 2018 11 de setembro de 2018 26 de abril de 2018 11 de fevereiro de 2018                                  | 0.38                   |
| Enquanto visitava o Parque Nacional Geyser Gulch, o trio Tennyson descobre o gerador a vapor da Steam Smythe e deve desligá-lo antes que ele sobrecarregue a rede elétrica e cause inúmeras questões ambientais. |                  |                                                                           |                                                                              | |                        |
| 70 | 30               | "O Som e o Peludo (BR)" "The Sound and Furry"                             | Steven T. Seagle                                                             | 3 de fevereiro de 2018 12 de setembro de 2018 17 de maio de 2018                                                          | 0.39                   |
| Enquanto Max e Gwen se entregam á magia do inverno,Ben não se importa tanto.No entanto, quando os climáticos aparecem com o objetivo de destruir o esplendor branco para sempre, o herói deve agir e salvar a cidade. |                  |                                                                           |                                                                              | |                        |
| 71 | 31               | "Descanso Destruido (BR)" "Reststop Roustabout"                           | Duncan Rouleau                                                               | 5 de fevereiro de 2018 12 de setembro de 2018 31 de maio de 2018                                                          | 0.37                   |
| Ben, Gwen e vovô Max param no meio do meio-oeste. Enquanto Ben se acomoda na casa móvel com seu tablet, Max e Gwen saem para tomar um pouco de ar fresco. Quando Gwen e Max são atraídos para a caça de um Leprilope, um animal mítico que se parece com um coelho com chifres, o misterioso animal logo começa a atormentar Ben. Mas é real ou um truque da mente de Ben em tablet? |                  |                                                                           |                                                                              | |                        |
| 72 | 32               | "Gosma Copiadora (BR)" "That’s the Stuff"                                 | Joe Casey                                                                    | 14 de maio de 2018 13 de setembro de 2018 6 de agosto de 2018                                                             | 0.47                   |
| Uma misteriosa substância alienígena copia a aparência e os poderes de Ben enquanto Ben visita um museu espacial, e rapidamente assume a forma de outras pessoas, deixando os Tennysons para descobrir uma maneira de revelar quem é realmente a substância misteriosa. - Nota: Este episódio é uma paródia de The Thing. |                  |                                                                           |                                                                              | |                        |
| 73 | 33               | "Emoções (BR)" "The Feels"                                                | A.J. Marchisello                                                             | 23 de maio de 2018 13 de setembro de 2018 10 de setembro de 2018                                                          | 0.42                   |
| Enquanto Max e Gwen se entregam à magia do inverno, Ben não se importa tanto. No entanto, quando vilões aparecem com o objetivo de destruir o esplendor branco para sempre, o herói deve agir para salvar a cidade. |                  |                                                                           |                                                                              | |                        |
| 74 | 34               | "Presente dos Aliens Passados (BR)" "Past Aliens Present"                 | Tanner Marchisello                                                           | 25 de maio de 2018 14 de setembro de 2018 1 de outubro de 2018                                                            | 0.39                   |
| Ben fica chocado ao descobrir que o Sr.Vapor construiu robôs steampunk capazes de mascarar e igualar alienígenas de Ben, na esperança de desacreditar a crescente popularidade do herói e, simultaneamente, ajudar sua cruzada contra a tecnologia moderna. |                  |                                                                           |                                                                              | |                        |
| 75 | 35               | "Hora do Sonho (BR)" "Dreamtime"                                          | A.J. Marchisello                                                             | 14 de setembro de 2018 16 de junho de 2018 15 de outubro de 2018                                                          | 0.40                   |
| Depois de uma série de pesadelos recorrentes afetar seu sono, Ben se recusa a se abrir para Max e Gwen sobre o que está incomodando. Em pouco tempo, toda a equipe está presa em seus pesadelos também, colocando-os contra Zombozo em um mundo de pesadelo. |                  |                                                                           |                                                                              | |                        |
| 7680 | 3640             | "Interninvasão (BR)" "Innervasion"                                        | A.J. MarchiselloMarcus RinehartSean GeraghtyJoseph BarnathanA.J. Marchisello | 22 de outubro de 2018 29 de setembro de 2018 (Asia) 22 de setembro de 2018 26 de outubro de 2018 22/26 de outubro de 2018 | 0.48                   |
| Parte 1 (Mensagem No Carrinho): Ben e Gwen participam de uma corrida de carros de caixa, no entanto, a corrida é interrompida quando um grande robô ataca. Pior ainda, Ben está ouvindo vozes em sua cabeça enquanto se transforma! Parte 2 (Chamando A Polícia Dos Sonhos): Depois de derrotar o Robô de Batalha e descobrir Vilgax dentro, as "vozes secretas" de Ben só pioram e começam a afetar seu sono, mas uma vez que Gwen descobre um Ben sonolento usando itens desaparecidos do acampamento para criar seu próprio Robô de Lixo, cabe a Ben parar seu criação própria. Parte 3 (Companheiros Estranhos): Depois que o Robô de Lixo atira no Omnitrix e começa a brilhar em azul neon, Vilgax aprisionado explica que agora é um portal através do qual o Império Fulmini invadirá a Terra, mas a única maneira de detê-los é de dentro do Omnitrix, então Ben deve se juntar com o último vilão, se ele quiser salvar seu planeta. Parte 4 (Mente Sobre Matéria Alienígena): Enquanto dentro do Omnitrix, Ben e Vilgax devem trabalhar juntos para fechar o portal, mas uma vez que o líder Fulmini - o High Override - aparece, mesmo isso pode não ser suficiente. Felizmente, a ajuda chega na forma de um ser que se chama Glitch! Parte 5 (Alta Sobrecarga): Enquanto Ben se esforça para evitar o controle mental do High Override, Max e Gwen entram no Omnitrix para dar uma mão, mas uma vez que eles acham que Ben não é quem ele parece, Max e Gwen devem fazer todas as paradas se quiserem trazer Ben de volta Hora de salvar o planeta. |                  |                                                                           |                                                                              | |                        |

### 3ª Temporada (2019)
| Episódio (Ep) | Episódio (temp.) | Título                                                                       | Escrito por                        | Exibição original                                                                                        | Audiência (em milhões) |
| --- | ---------------- | ---------------------------------------------------------------------------- | ---------------------------------- | --- | ---------------------- |
| 81 | 1                | "Omni-Cóptero (BR)" "Omni-Copped"                                            | A.J. Marchisello                   | 23 de fevereiro de 2019 26 de janeiro de 2019 4 de março de 2019                                         | 0.61                   |
| Quando o amigo engenheiro do vovô Max, Phil Billings, presenteia a Equipe Tennyson com o Omni-Cóptero, um veículo que pode transportar a Lata Velha para aventuras no exterior, Steam Smythe sobe aos céus para aterrar o primeiro vôo de teste de Ben e companhia; mas sem o conhecimento de nossos heróis, Smythe foi enviado para lutar contra as últimas formas alienígenas de Ben por um inimigo misterioso e poderoso. Estreias alienígenas do Omnitrix: Tapinha (Slapback)                                                                        |                  |                                                                              |                                    | |                        |
| 82 | 2                | "Subindo Até 11 (BR)" "This One Goes To 11"                                  | Joe Casey                          | 23 de fevereiro de 2019 27 de janeiro de 2019 4 de março de 2019                                         | 0.62                   |
| Em uma última parada no Caixotão, antes da viagem de estreia de Ben, Gwen e Max sobre o Atlântico, Ben encontra um antigo inimigo, Kevin Levin, que agora tem novos poderes. Ele também é capaz de se transformar em alienígenas, assim como Ben. Estreias alienígenas do Omnitrix: Enormossauro Estreias alienígenas do Antitrix: Wreckingbolt (sósia de Bala de Canhão/Cannonbolt) |                  |                                                                              |                                    | |                        |
| 83 | 3                | "Ira de Con (BR)" "Rath of Con"                                              | A.J. Marchisello                   | 2 de março de 2019 29 de janeiro de 2019 11 de março de 2019                                             | 0.68                   |
| De volta a Estados Unidos, Ben não pode entrar em uma competição de cosplay de gatos, Top Tail, sem um traje de gato próprio; mas quando ele vai Rath, um novo alienígena parecido com um gato com uma atitude, o recém-descoberto lado selvagem de Ben rapidamente se torna muito mais do que ele esperava, e deve aprender a manter sua raiva. |                  |                                                                              |                                    | |                        |
| 84 | 4                | "Polos Distantes (BR)" "Poles Apart"                                         | Tanner Marchisello                 | 2 de março de 2019 1 de fevereiro de 2019 18 de março de 2019                                            | 0.68                   |
| Quando Ben, Gwen e Max tentam viajar para o Pólo Sul, distúrbios magnéticos fazem com que os instrumentos funcionem mal e os levem para o Pólo Norte, onde eles acham que dois irmãos cientistas policial, Polar e Solar Twain, têm planos de trocar pólos magnéticos da Terra, desencadeando distúrbios tecnológicos e atmosféricos, a menos que o mundo pague um resgate. |                  |                                                                              |                                    | |                        |
| 85 | 5                | "O Mentiroso (BR)" "Show Don't Tell"                                         | Beto Skubs                         | 9 de março de 2019 2 de fevereiro de 2019 25 de março de 2019                                            | 0.56                   |
| Ben, Gwen e vovô Max chegam a um parque nacional nativo americano para testemunhar os plintos Ayasha, uma antiga formação rochosa semelhante a Stonehenge. Mas quando o feiticeiro sinistro Hex chega, ele lança um feitiço que faz com que todos interpretem o que ele diz como uma mentira, transformando Hex em um herói, planejando criar o Golem de Ayasha. |                  |                                                                              |                                    | |                        |
| 86 | 6                | "Bem Vindo a Zona-Zombozo (BR)" "Welcome to Zombozo-Zone"                    | A.J. Marchisello                   | 9 de março de 2019 18 de março de 2019 1 de abril de 2019                                                | 0.56                   |
| Durante os tempos medievais, a equipe Tennyson deve lutar para lembrar que eles não estão no passado em tudo, mas na verdade em um faire renascentista, onde o "Rei Zombozo" hipnotizou seus convidados a pensar que eles vivem no passado! |                  |                                                                              |                                    | |                        |
| 87 | 7                | "Xadrez no Trânsito (BR)" "Bridge Out"                                       | Marcus Rinehart                    | 16 de março de 2019 19 de março de 2019 8 de abril de 2019                                               | 0.57                   |
| Depois que um viaduto desmorona na estrada, a equipe Tennyson está em um engarrafamento junto com Simon Sez e sua família. Mas quando Ben e Simon se unem para enfrentar o engarrafamento juntos, Simon só faz as coisas muito, muito pior. |                  |                                                                              |                                    | |                        |
| 88 | 8                | "Praiáticos (BR)" "Beach Heads"                                              | John McClain                       | 16 de março de 2019 25 de março de 2019 15 de abril de 2019                                              | 0.57                   |
| Depois de viajar para Tampa Beach, Flórida, a equipe Tennyson espera obter um descanso e relaxamento muito necessários, mas as tempestades sem temor, os Climáticos, têm outros planos que Ben deve impedir: uma torre movida a energia solar para nunca se preocupar em perder poder. |                  |                                                                              |                                    | |                        |
| 89 | 9                | "Férias da Escola de Encanto (BR)" "Charm School's Out"                      | Patricia Villetto                  | 23 de março de 2019 26 de março de 2019 22 de abril de 2019                                              | 0.46                   |
| Durante um churrasco familiar em um acampamento na floresta, Encantriz usa sua magia para trocar de lugar com Gwen, mas quando Ben pega "Encantriz" esgueirando-se, ele ataca, sem saber que na verdade é sua prima amaldiçoada. |                  |                                                                              |                                    | |                        |
| 90 | 10               | "Billy Zibilhões" "Billy Bajillions"                                         | A.J. Marchisello                   | 23 de março de 2019 26 de março de 2019 27 de janeiro de 2020                                            | 0.46                   |
| Em Aspen, Colorado, Ben, Gwen e Vovô Max estão em uma caminhada para encontrar o Esquecieti, mas quando eles percebem que encontraram a estação de esqui "Inverno em Julho" do Billy Bilhoes, Ben deve enfrentar Billy, com uma assistência de o próprio Esquecieti. |                  |                                                                              |                                    | |                        |
| 91 | 11               | "Franken-Briga (BR)" "Franken-Fight"                                         | Tom Pinchuk                        | 30 de março de 2019 22 de março de 2019 29 de abril de 2019                                              | 0.64                   |
| O passeio recreativo de Ben e Gwen no Rustbuggy dá uma guinada quando Glitch se liga a parte da versão de Kevin 11 de 'Ultra T' chamada Vírus. Isso não apenas faz com que o Rustbuggy se transforme em um monstro metálico, mas também faz com que Glitch se torne um demônio da velocidade que sequestra Gwen! Estréias alienígenas Antitrix: Vírus (sósia de Ultra T) e Punho de Cristal (sósia de Diamante) |                  |                                                                              |                                    | |                        |
| 92 | 12               | "Incomodando os Insetos (BR)" "Buggin' the Buggs"                            | Marcus Rinehart                    | 30 de março de 2019 22 de março de 2019 6 de maio de 2019                                                | 0.64                   |
| O Time Tennyson se pergunta o que os irmãos Bugg estão fazendo quando o grupo os encontra durante as férias no Instituto Chrysalen. |                  |                                                                              |                                    | |                        |
| 93 | 13               | "Relógio de Bruxa (BR)" "Which Watch"                                        | Joe Barnathan                      | 6 de abril de 2019 2019 13 de maio de 2019                                                               | 0.42                   |
| Depois que uma batalha com Kevin é interrompida, Ben volta sua atenção para derrotar Gwen no Acampamento Espacial. Mas, quando Kevin retorna com os olhos estranhamente voltados para seu primo, nosso herói descobre quem realmente está por trás de tudo: Encantriz! Estréias alienígenas Antitrix: Quadri Soco (sósia de Quatro Braços), Hot Shot (sósia de Chama) e Monster Kevin (sósia de Amalgam Ben) |                  |                                                                              |                                    | |                        |
| 94 | 14               | "Bebe Buktu (BR)" "Baby Buktu"                                               | A.J. Marchisello                   | 6 de abril de 2019 2019                                                                                  | 0.42                   |
| Quando atacados na selva, o Time Tennyson é salvo por uma criança que se parece estranhamente com Tim Buktu, mas quando eles descobrem que é realmente uma versão pequena do nefasto viajante do mundo, Ben sabe que há outra ameaça se aproximando: Babá Pesadelo. |                  |                                                                              |                                    | |                        |
| 95 | 15               | "Um Milhão de Brigas (BR)" "Them's Fightin' Words"                           | Marcus Rinehart                    | 13 de abril de 2019 2019 20 de maio de 2019                                                              | 0.46                   |
| A equipe Tennyson descobre uma reconstituição Hartfield-McJoy (uma paródia da rivalidade Hatfield-McCoy) no milharal ao lado, mas quando Hex ressuscita os fantasmas das famílias rivais reais, Ben deve encontrar uma maneira de reuni-los para salvar o dia. |                  |                                                                              |                                    | |                        |
| 96 | 16               | "Motim Pela Recompensa (BR)" "Mutiny for the Bounty"                         | A.J. Marchisello                   | 13 de abril de 2019 2019 27 de maio de 2019                                                              | 0.46                   |
| Enquanto Phil e Vovô Max ajustam o Omni-Cóptero, Ben leva o Rustbuggy para fora da estrada, mas quando ele é repentinamente capturado por Tetrax, nosso herói deve não apenas escapar, mas evitar a ira do traído Kraab e Sixsix! |                  |                                                                              |                                    | |                        |
| 97 | 17               | "O Chupaca-bro (BR)" "The Chupaca-bro"                                       | Charles Kim                        | 20 de abril de 2019 2019                                                                                 | 0.43                   |
| A equipe Tennyson descobre que as cabras de uma pequena vila estão sendo aterrorizadas pelo lendário Chupacabra, mas quando Ben percebe que na verdade é o Dr. Animal, nosso herói deve frustrar o médico covarde. |                  |                                                                              |                                    | |                        |
| 98 | 18               | "Sem Carrinho (BR)" "Buggy Out"                                              | Yuri Lowenthal                     | 20 de abril de 2019 2019 3 de junho de 2019                                                              | 0.43                   |
| Depois de ganhar o cinturão de Campeão do Sumo Slammers, Ben retorna à Lata Velha para encontrá-lo nos braços de Kevin, mas quando seu rival sequestra o Rustbuggy, nosso herói não deve parar por nada para recuperar o que pertence a ele. Eventualmente, porém, Kevin e Ben devem trabalhar juntos para se defender de um ataque do Cavaleiro Eterno, que está irritado com a recusa de Kevin em seguir as ordens. |                  |                                                                              |                                    | |                        |
| 99 | 19               | "Apresentando Kevin 11 (BR)" "Introducing Kevin 11"                          | Josephine Green Zhang              | 27 de abril de 2019 2019 10 de junho de 2019                                                             | 0.41                   |
| Em um encontro de troca local, Ben, em vez disso, está de olho em um colecionável Sumo Slammer, mas quando Kevin o pega para si, nosso herói deve recuperá-lo superando a arma secreta de Kevin: um 11º alienígena chamado Mordida. Estreias alienígenas Antitrix: Veloz (sósia de XLR8), Skunkmoth (sósia de Insectóide) e Mordida (sósia de Rath) |                  |                                                                              |                                    | |                        |
| 100 | 20               | "Quatro por Quatro (BR)" "Four by Four"                                      | A.J. Marchisello                   | 27 de abril de 2019 2019 17 de junho de 2019                                                             | 0.41                   |
| Durante sua visita à Twin City, Ben e Gwen se inscrevem para alguma grandiosidade da Laser Town, mas quando Ben se junta a Kevin, os dois devem superar suas diferenças se quiserem terminar no topo, especialmente porque Gwen foi emparelhada com o misterioso Fang. Para piorar as coisas, um golpe de laser faz com que Kevin fique preso na forma de sua versão de Quatro Braços chamada "Quadri Soco", e ele precisa encontrar uma maneira de consertar seu Antitrix para voltar. - Nota: Este é o 100º episódio da série                          |                  |                                                                              |                                    | |                        |
| 101 | 21               | "Campos de Brumo (BR)" "Moor Fogg"                                           | Marcus Rinehart                    | 22 de junho de 2019 28 de janeiro de 2019 1 de julho de 2019                                             | 0.37                   |
| Quando a viagem do Time Tennyson os leva para a Escócia, eles planejam visitar vários locais da Escócia, mas seus planos são frustrados quando o Fogg retorna para se vingar. |                  |                                                                              |                                    | |                        |
| 102 | 22               | "Rei do Castelo (BR)" "King of the Castle"                                   | Jonathan Browning                  | 22 de junho de 2019 30 de janeiro de 2019 8 de julho de 2019                                             | 0.37                   |
| A equipe Tennyson descobre sobre sua ascendência Britânica, então eles visitam a propriedade de seu parente, mas eventos misteriosos convencem Ben de que o lugar é assombrado. No entanto, Kevin Levin os seguiu até a Grã-Bretanha e mostra três novas formas alienígenas baseadas naquelas que Ben perdeu: Espinhento (Cipó Selvagem), Contracorrente (Enxurrada) e Matéria Negra (Massa Cinzenta). Estréias alienígenas Antitrix: Espinhento (sósia de Cipó Selvagem), Contracorrente (sósia de Enxurrada) e Matéria Negra (sósia de Massa Cinzenta) |                  |                                                                              |                                    | |                        |
| 103 | 23               | "Silêncio na Sena (BR)" "Speechless on the Seine"                            | Marcus Rinehart                    | 29 de junho de 2019 31 de janeiro de 2019 15 de julho de 2019                                            | TBA                    |
| Quando Ben e os outros viajam para Paris, Ben, impaciente e desinteressado, acidentalmente fica trancado fora do Omni-Cóptero. Para piorar as coisas, ele não consegue se comunicar com o povo da França, e Ben acaba nas garras de Zombozo, que o hipnotiza para que não consiga falar. |                  |                                                                              |                                    | |                        |
| 104 | 24               | "Não Encoste (BR)" "Don't Touch"                                             | Michelle Miller                    | 29 de junho de 2019 3 de fevereiro de 2019 22 de julho de 2019                                           | TBA                    |
| A equipe Tennyson verifica um Museu Samurai em Tóquio. No entanto, Ben finalmente fica cara a cara com o Cavaleiro Eterno quando ele rouba uma espada valiosa do museu e começa uma perseguição pelos telhados. |                  |                                                                              |                                    | |                        |
| 105 | 25               | "Dragão No Japão (BR)" "Big In Japan"                                        | Joshua Sky                         | 6 de julho de 2019 4 de fevereiro de 2019 29 de julho de 2019                                            | TBA                    |
| Tim Buktu retorna, aparentemente reformado depois de salvar pessoas de um dragão nas ruas de Tóquio. Mas os Tennysons suspeitam que há mais nas ações de Tim do que aparenta. |                  |                                                                              |                                    | |                        |
| 106 | 26               | "Cyber Lutadores{{small(BR)}}" "Cyber Slammers"                              | A.J. Marchisello                   | 6 de julho de 2019 16 de abril de 2019 5 de agosto de 2019                                               | TBA                    |
| Em um Caixotão no Japão, Ben aguarda em uma fila imensa o lançamento do mais novo jogo dos Lutadores de Sumô. Mas, ele logo precisa entrar em ação e salvar a loja, não dos clientes ávidos para comprar o jogo, mas, sim do Sr. Vapor, que deseja modernizar uma máquina gigante com seus poderes vaporosos. |                  |                                                                              |                                    | |                        |
| 107 | 27               | "Big Ben 10"                                                                 | Sean Geraghty                      | 13 de julho de 2019 17 de abril de 2019 12 de agosto de 2019                                             | TBA                    |
| Enquanto Ben e sua família visitam a famosa torre do relógio Big Ben, os irmãos Insetoa mais uma vez estabelecem um plano totalmente louco: eles querem encolher o sino do Big Ben para roubá-lo! |                  |                                                                              |                                    | |                        |
| 108 | 28               | "LaGrange Muraille"                                                          | Colin McLaughlin                   | 13 de julho de 2019 19 de abril de 2019                                                                  | TBA                    |
| Ben, Gwen e Vovô Max caminham ao longo da Grande Muralha da China, mas quase têm sua aventura estragada pelos pilotos LaGrange e Vin Ethanol, que querem tentar um salto ousado por cima do muro. |                  |                                                                              |                                    | |                        |
| 109 | 29               | "Separadinho(BR)" "Lickety Split"                                            | Ross Zimmerman                     | 20 de julho de 2019 2019 9 de dezembro de 2019                                                           | TBA                    |
| Quando uma tempestade elétrica misteriosa derruba o Omni-Cóptero no Equador, a Equipe Tennyson logo descobre que Solar e Polar estão por trás de tudo. |                  |                                                                              |                                    | |                        |
| 110 | 30               | "As Garras da Gata (BR)" "The Claws of the Cat"                              | Janis Robertson                    | 20 de julho de 2019 2019 16 de dezembro de 2019                                                          | TBA                    |
| Enquanto aprecia as imagens e sons de um festival de música no Rio de Jenaro, Ben se irrita com a sugestão de Gwen de que ela seja seu novo parceiro, mas quando o festival é ameaçado pelas fortes ondas supersônicas de Lorde Decibel, nosso herói deve contar com a ajuda de Gwen e Max para derrotá-lo. |                  |                                                                              |                                    | |                        |
| 111112 | 3132             | "Caminho Tortuoso (BR)" "Roundabout"                                         | Marcus Rinehart e A.J. Marchisello | 25 de julho de 2019 (Parte 1) 26 de julho de 2019 (Parte 2) 21 de setembro de 2019 2 de dezembro de 2019 | 0.43                   |
| O Cavaleiro Eterno finalmente reúne sua Távola Redonda de jovens mas poderosos Cavaleiros, incluindo Ben, a fim de conquistar toda a história. - Nota: Este é para ser o final da terceira temporada. |                  |                                                                              |                                    | |                        |
| 113 | 33               | "'Le-Cirque' (BR)" "Cirque Us"                                               | Cecil Castellucci                  | 12 de julho de 2019 28 de setembro de 2019 30 de setembro de 2019                                        | 0.41                   |
| Ben é o convidado de honra da próxima Gala, mas quando o entretenimento do circo se transformar em um Zombozo disfarçado, Ben deve não apenas derrotar o palhaço do mal, mas também seu misterioso parceiro, Pirouette! |                  |                                                                              |                                    | |                        |
| 114 | 34               | "Estrada Eterna (BR)" "Forever Road"                                         | Marcus Rinehart                    | 15 de julho de 2019 28 de setembro de 2019 18 de novembro de 2019                                        | 0.41                   |
| Durante uma corrida, Ben espera vencer Vin Etanol e LaGrange, na pele de XLR8. Mas, quando seu relógio começa a falhar, nosso herói deverá usar a criatividade, se quiser alcançar seus inimigos velozes e furiosos! |                  |                                                                              |                                    | |                        |
| 115 | 35               | "O Bentatlo" "The Bentathlon"                                                | Marcus Rinehart                    | 16 de julho de 2019 5 de outubro de 2019 18 de novembro de 2019                                          | 0.36                   |
| Depois de encher o rosto de giroscópios, a Equipe Tennyson visita a Grécia no Omni-Copter, mas quando eles são capturados de repente pelo Forever Knight no meio do vôo, Ben acaba em um coliseu, onde ele está enfrentando velhos inimigos: Iron Kyle, Abelha de rainha, e os Hawgs à terra! |                  |                                                                              |                                    | |                        |
| 116 | 36               | "Presa ou Prenda" "Prey or Play"                                             | Julia Edelman                      | 23 de julho de 2019 5 de outubro de 2019 25 de novembro de 2019                                          | 0.36                   |
| Depois de receber um ingresso super-exclusivo para Adrenaland, Ben deixa para trás o vovô Max e Gwen para aproveitar as vantagens de ser o único atendente do parque, mas quando ele descobre que não está sozinho, nosso herói agora deve enfrentar o único garoto que pode pagar o preço de admissão: Billy bilhões! |                  |                                                                              |                                    | |                        |
| 117 | 37               | "Cuidado com o Espantalho" "Beware the Scare-Crow"                           | Ross McKie                         | 17 de julho de 2019 12 de outubro de 2019                                                                | 0.42                   |
| Durante uma visita à fazenda do avô de Penny Bennyson, o Time Tennyson é assombrado por um espantalho vivo, mas quando Ben descobre que Aristocrow está por trás de tudo, nosso herói deve derrotar o mestre de Aristocrow, Steam Smythe, se quiser salvar a fazenda de seu primo. |                  |                                                                              |                                    | |                        |
| 118 | 38               | "A Noite em que Ben Tennyson Endoidou" "The Night Ben Tennyson Came to Town" | Jonathan Browning                  | 19 de julho de 2019 12 de outubro de 2019                                                                | 0.42                   |
| A equipe Tennyson viaja para Wheeler, “a cidade mineira mais animada da Rota 66”, mas quando Ben fica paranóico de que o Cavaleiro Eterno quer pegá-lo, ele deve tentar convencer sua família e também impedir que seu novo inimigo destrua a cidade. - Nota: Este episódio leva a Caminho Tortuoso |                  |                                                                              |                                    | |                        |
| 119 | 39               | "E Zingo era Seu Nome" "And Xingo Was His Name-O"                            | Omar Spahi                         | 18 de julho de 2019 19 de outubro de 2019                                                                | 0.45                   |
| Quando um novo aplicativo Zingo aparece misteriosamente no tablet de Gwen, Ben o ativa apesar da desaprovação de sua prima, criando uma armadilha que transporta Ben no mundo animado e Zingo de volta no mundo real. |                  |                                                                              |                                    | |                        |
| 120 | 40               | "Medo em Família" "Fear in the Family"                                       | Janis Robertson                    | 24 de julho de 2019 19 de outubro de 2019                                                                | 0.45                   |
| Ben e Gwen não podem esperar que o Omni-Copter chegue às Grandes Pirâmides, mas quando o mau tempo interrompe seu voo, eles logo ficam cara a cara com o Brumo e sua desova: The Fogg Family! |                  |                                                                              |                                    | |                        |
| 121 | 41               | "Nação Zingo" "Xingo Nation"                                                 | Sean Aitchison                     | 1 de outubro de 2019 26 de outubro de 2019                                                               | 0.45                   |
| Kevin dá a Zingo um poder - libertando-o para causar estragos em outros programas de TV - e cabe a Ben impedir os dois. |                  |                                                                              |                                    | |                        |
| 122 | 42               | "Cabeças da Família" "Heads of the Family"                                   | Marcus Rinehart                    | 2 de outubro de 2019 26 de outubro de 2019                                                               | 0.45                   |
| A equipe Tennyson para em uma reunião de família periférica, e Ben encontra muito mais do que primos excêntricos - ou seja, Kevin e os Bugg Brothers, cuja última invenção causa uma série de mudanças de cabeça entre todas as partes. |                  |                                                                              |                                    | |                        |
| 123 | 43               | "Meu Guarda-costas" "My Bodyguard"                                           | Tanner Marchisello                 | 3 de outubro de 2019 (UK) 2 de novembro de 2019                                                          | 0.38                   |
| Quando Zombozo hipnotiza toda a turma de culinária do vovô Max, cabe a Ben e Gwen limpar a bagunça, mas fica ainda mais confuso quando Zombozo revela seu novo guarda-costas: Kevin 11! |                  |                                                                              |                                    | |                        |
| 124 | 44               | "Rodas da Fortuna" "Wheels of Fortune"                                       | A.J. Marchisello                   | 4 de outubro de 2019 (UK)                                                                                | 0.39                   |
| As compras no brechó da equipe Tennyson são arruinadas pelo último assalto em alta velocidade de LaGrange - que agora é auxiliado por um carro de corrida eletromagnético super-rápido - e Ben deve convencer Kevin 11 a ajudar a impedir a onda de roubos itinerantes do demônio da velocidade. |                  |                                                                              |                                    | |                        |
| 125 | 45               | "No Calor do Momento" "Heat of the Moment"                                   | Joseph Kelly                       | 7 de outubro de 2019 9 de novembro de 2019                                                               | 0.43                   |
| Depois que Ben despacha facilmente os Climáticos, o Time Tennyson viaja para uma estação de esqui para se divertir na neve, mas quando Ben encontra os Climáticos novamente, desta vez eles são uma força a ser enfrentada, agora que Kevin 11 usou seus poderes piratas para desbloquear seus controles emocionais! |                  |                                                                              |                                    | |                        |
| 126 | 46               | "Diagrama Vin" "Vin Diagram"                                                 | Kelly Turnbull                     | 8 de outubro de 2019 9 de novembro de 2019                                                               | 0.40                   |
| Quando Ben descobre que Kevin e Vin Ethanol se uniram, ele fica com ciúmes, e especialmente preocupado que Kevin tente fazer com que seu amigo abraça seu lado ruim. |                  |                                                                              |                                    | |                        |
| 127 | 47               | "Problemas Pegajosos" "A Sticky Situation"                                   | Jason Katzenstein                  | 9 de outubro de 2019 16 de novembro de 2019                                                              | 0.42                   |
| Enquanto Ben simplesmente quer impedir que Queen Bee roube um banco, Kevin também decide aparecer, querendo aproveitar a glória que Ben recebe como herói. |                  |                                                                              |                                    | |                        |
| 128 | 48               | "O Que Rima Com Omnitrix?" "What Rhymes With Omnitrix?"                      | Chelsea McAlarney                  | 10 de outubro de 2019 16 de novembro de 2019                                                             | 0.38                   |
| Quando Encantriz e Kevin acabam em uma convenção de poesia, os poemas emo de Kevin combinados com o amuleto da Encantriz (que ela recebeu de seu tio) dão a ela imenso poder mágico e agora busca vingança contra Gwen. |                  |                                                                              |                                    | |                        |
| 129 | 49               | "Você me Lembra Alguém" "You Reming Me Of Someone"                           | Michelle Miller                    | 11 de outubro de 2019 23 de novembro de 2019                                                             | 0.31                   |
| Após um encontro com os Forgeti, Ben e Kevin acabam com os telefones dos outros, fazendo com que Ben se transforme em um punk egoísta e Kevin em um herói. No entanto, eles realmente mudaram os alinhamentos ou suas personalidades reais estão prontas para ressurgir? |                  |                                                                              |                                    | |                        |
| 130 | 50               | "Adrenalândia Jr." "Adrenaland Jr."                                          | Rob Kutner                         | 14 de outubro de 2019 23 de novembro de 2019                                                             | 0.30                   |
| A equipe Tennyson visita Adrenaland Jr., uma versão mais segura do Adrenaland. Mas quando Kevin aparece, Ben precisa detê-lo antes que ele destrua o parque. |                  |                                                                              |                                    | |                        |
| 131 | 51               | "Briga de Vapor No Curral O.K." "Steam Fight at the OK Corral"               | Aldo Pisano                        | 15 de outubro de 2019 30 de novembro de 2019                                                             | 0.23                   |
| Quando Kevin convence a Steam Smythe a adotar uma abordagem moderna na luta contra Ben, nosso jovem herói deve recorrer ao pensamento antiquado para salvar o dia. |                  |                                                                              |                                    | |                        |
| 132 | 52               | "'Sem Curtidas Pra Você'" "I Don't Like You"                                 | Tatiana Krokar                     | 16 de outubro de 2019 30 de novembro de 2019                                                             | 0.22                   |
| Quando Ben e Gwen tentam criar um vídeo de culinária, Kevin começa a tentar ganhar seguidores com teorias da conspiração malucas e incentivando o consumo de junk food. A guerra nas mídias sociais resultante dos dois cambiaformas logo começa a se transformar em conflito no mundo real. |                  |                                                                              |                                    | |                        |

### 4ª Temporada (2020)
| Episódio (temp) | Episódio (ep) | Título                                                        | Escrito por                          | Exibição original                             | Código de produção | Audiência (em milhões) |
| --- | ------------- | ------------------------------------------------------------- | ------------------------------------ | --------------------------------------------- | ------------------ | ---------------------- |
| 133134 | 12            | "Galinha no Chicken Itza" "Chicken in Chichen Itza"           | A.J. Marchisello e Marcus Rinehart   | 17 de janeiro de 2020 19 de janeiro de 2020   | 243244             | 0.35                   |
| Parte Um: O Plano da Pirâmide: Enquanto os Tennysons visitam Chichen Itza, Dr. Amino funde uma galinha e uma cobra para criar uma quetzalcoatl da vida real. Parte Dois: O Preço do Medo: Ben tenta impedir La Grange de sequestrar o quetzalcoatl enquanto se apega à dúvida. |               |                                                               |                                      |                                               |                    |                        |
| 135136 | 34            | "Ben em Roma" "Ben in Rome"                                   | Marcus Rinehart e A.J. Marchisello   | 17 de janeiro de 2020 26 de janeiro de 2020   | 249250             | 0.42                   |
| Parte Um: Fatia de Vida: Os Tennysons vão a Roma para visitar uma famosa pizzaria, apenas para descobrir que os Bugg Brothers o tomaram como parte de suas esquema mais recente. Parte Dois: A Perfeição da Abelha: Os Tennysons ajudam Maurice quando a Abelha Rainha sequestra seu irmão Sidney. |               |                                                               |                                      |                                               |                    |                        |
| 137 | 5             | "Ben Delicado" "Gentle Ben"                                   | Jonathan Browning                    | 2 de fevereiro de 2020 13 de dezembro de 2019 | 233                | 0.39                   |
| A alma mater do vovô Max pede a ele para usar o Omni-Cóptero para transportar uma exposição importante para uma reserva natural exótica, mas quando a exibição acaba sendo uma mariposa bebê rara e muito grande, Ben deve impedir que Tim Buktu roube a mariposa enquanto aprende que às vezes você precisa usar sutileza e não forçar para resolver problemas difíceis. Além disso, Ben e Gwen descobrem que Insectóide foi substituído pelo novo alienígena Omni-Kix Arraia-à-Jato. Estreias alienígenas do Omnitrix: Omni-Kix Quatro Braços e Arraia-à-Jato                                                                                                 |               |                                                               |                                      |                                               |                    |                        |
| 138 | 6             | "Casa do Riso" "Funhouse"                                     | Marcus Rinehart                      | 2 de fevereiro de 2020 17 de janeiro de 2020  | 234                | 0.39                   |
| Os Tennysons se encontram presos dentro de uma casa de diversões inescapável construída por Zombozo; Ben se torna um alienígena e luta para escapar, provando que por trás de toda ilusão existe um segredo decepcionante. Estreias alienígenas do Omnitrix: Chama Omni-Kix |               |                                                               |                                      |                                               |                    |                        |
| 139 | 7             | "O Quebra-Férias" "Summer Breakers"                           | A.J. Marchisello                     | 2 de fevereiro de 2020 17 de janeiro de 2020  | 235                | 0.31                   |
| Os Tennysons viajam de volta à cratera em Dakota do Norte, onde Ben encontrou o relógio pela primeira vez. Eles descobrem uma chave que melhora muito o Omnitrix e presenteia Ben com avanços blindados robóticos para seus alienígenas, começando com Quatro Braços Omni-Kix! - Nota: Esta é para ser a estreia da quarta temporada. |               |                                                               |                                      |                                               |                    |                        |
| 140 | 8             | "Os Monstros Na Sua Cabeça" "The Monsters in Your Head"       | Joshua Sky                           | 9 de fevereiro de 2020 17 de janeiro de 2020  | 236                | 0.31                   |
| Ben e Gwen descobrem um boato de uma invasão alienígena acontecendo no parque em que estão acampados, mas quando investigam, descobrem uma reserva contendo uma série de criaturas mutantes projetadas por Animal. Estreias alienígenas do Omnitrix: Enormossauro Omni-Kix |               |                                                               |                                      |                                               |                    |                        |
| 141 | 9             | "Rainha das Abelhas" "Queen of Bees"                          | Brandon Thomas                       | 23 de fevereiro de 2020                       | 239                | 0.36                   |
| Ben, Gwen e Vovô Max chegam a Bismarck, Dakota do Norte, para a celebração anual da polinização das abelhas, ficando cara a cara com a Abelha Rainha e forçando Ben a vencer seu novo medo de abelhas. Estreias alienígenas do Omnitrix: XLR8 Omni-Kix |               |                                                               |                                      |                                               |                    |                        |
| 142 | 10            | "Quedas, Quedas e Quedas D'Água" "Falls, Falls, Falls"        | Daniel Marmor                        | 23 de fevereiro de 2020                       | 240                | 0.36                   |
| A equipe Tennyson deve salvar Shoshone Falls de Steam Smythe. Estreias alienígenas do Omnitrix: Rath Omni-Kix |               |                                                               |                                      |                                               |                    |                        |
| 143 | 11            | "O Maior Lago" "The Greatest Lake"                            | Jonathan Rivera                      | 1 de março de 2020                            | 241                | 0.34                   |
| Ao visitar o Lago Erie, um dia relaxante na praia acaba quando Ben, Gwen e o vovô Max ficam cara a cara com Hex e Kevin. |               |                                                               |                                      |                                               |                    |                        |
| 144 | 12            | "Lama na Corrida" "Mud on the Run"                            | Tom Pinchuk                          | 1 de março de 2020                            | 242                | 0.34                   |
| A equipe Tennyson enfrenta uma dura competição em uma corrida de obstáculos. Enquanto o vovô Max luta para manter o ritmo com um rival incrivelmente em forma, Ben e Gwen encontram os Climáticos, que planejaram secretamente a corrida para testar a humanidade! Estreias alienígenas do Omnitrix: Diamante Omni-Kix |               |                                                               |                                      |                                               |                    |                        |
| 145 | 13            | "Está na Hora da História" "It's Story Time"                  | Curtis Baxter                        | 15 de março de 2020                           | 245                | TBA                    |
| Depois que a Lata Velha quebra, Ben, Gwen e o vovô Max se encontram matando tempo na biblioteca da cidade local, mas logo lutam para parar Hex enquanto ele procura um antigo artefato escondido de grande poder místico. |               |                                                               |                                      |                                               |                    |                        |
| 146 | 14            | "Dia de Cosplay" "Cosplay Day"                                | Benjamin P. Carow and Kelly Turnbull | 15 de março de 2020                           | 246                | TBA                    |
| A equipe Tennyson desfruta da maior convenção da cidade, mas quando um funcionário desajeitado de uma loja de fantasias encontra um capacete de aparência familiar no fundo da loja e o experimenta, Ben se depara com o retorno de um antigo inimigo em uma nova forma: Cavaleiro Eterno! |               |                                                               |                                      |                                               |                    |                        |
| 147 | 15            | "Ben e o Poço Sem Fundo" "Bottomless Ben"                     | Benjamin Lane                        | 22 de março de 2020                           | 247                | TBA                    |
| Ao visitar o Parque Nacional das Cavernas de Carlsbad, os Tennyson se deparam com o "Bottomless Pit", um poço formado naturalmente sem fundo. Ben luta com seu melhor julgamento para pular no poço e ser a primeira pessoa a encontrar o fundo, até que Kevin 11 aparece e começa a incitar Ben a uma competição para o fundo do poço! A rivalidade natural é suspensa, no entanto, com a chegada do Breaker One-Nine, que veio para destruir as Cavernas! |               |                                                               |                                      |                                               |                    |                        |
| 148 | 16            | "Contos do Omnitrix" "Tales from the Omnitrix"                | Eleisiya Arocha e Chelsea McAlarney  | 22 de março de 2020                           | 248                | 0.29                   |
| A equipe Tennyson troca histórias de fogueira em uma série estilo antologia que coloca Ben contra seu arquirrival, Kevin 11, e ensina a ele o poder da imaginação. |               |                                                               |                                      |                                               |                    |                        |
| 149 | 17            | "Estraga-Prazeres" "Party Poopers"                            | Patricia Villetto                    | 29 de março de 2020                           | 251                | 0.31                   |
| Ben ignora completamente Gwen quando ela o leva a um centro de diversão familiar. Enquanto isso, Mortrança empurra Zombozo de volta para uma vida de crime depois que ele acaba se tornando um palhaço de festa. Agora Ben e Zombozo terão que aprender que você não deve ignorar seus amigos! |               |                                                               |                                      |                                               |                    |                        |
| 150 | 18            | "Ventando Em Umas, Perdendo Em Outras" "Wind Some, Lose Some" | Meredith Jennings-Offen              | 29 de março de 2020                           | 251                | 0.31                   |
| No Parque Eólico Mojave, no Texas, Max e Gwen planejam esclarecer Ben sobre suas ideias malucas sobre como o vento funciona. Mas quando eles encontram os Climáticos usando as gigantescas turbinas para seu último plano nefasto, Ben enfrentará os fatos a tempo de acabar com eles? |               |                                                               |                                      |                                               |                    |                        |
| 151 | 19            | "Qualidade Digital" "Digital Quality"                         | Omar Spahi                           | 5 de abril de 2020                            | 253                | 0.26                   |
| Ben e Gwen não querem ir para a Biblioteca de CDs, mas Lorde Decibel acaba prendendo-os dentro dela e exige um resgate. Ben e Gwen encontram Kevin lá dentro em uma missão potencialmente nefasta, mas acontece que Lorde Decibel já pode ter encontrado o item que eles desejam tão desesperadamente. |               |                                                               |                                      |                                               |                    |                        |
| 152 | 20            | "Tim Buk-TV"                                                  | Jonathan Browning                    | 5 de abril de 2020                            | 254                | 0.26                   |
| A equipe Tennyson segue para o pântano Okefenokee para testemunhar o florescimento da orquídea Blushing, algo que acontece uma vez a cada cem anos. Mas seus planos são interrompidos quando Tim Buktu, tentando tornar seu novo "reality" show mais emocionante, põe em perigo a flor rara e todos os outros no pântano. |               |                                                               |                                      |                                               |                    |                        |
| 153154 | 2122          | "Diversão Em Tóquio" "Tokyo Fun"                              | David Baker e Michelle Miller        | 13 de setembro de 2020                        | 237238             | 0.16                   |
| Parte Um: Baita Briga de Baratas: Enquanto em Tóquio, o Time Tennyson fica cara a cara com um terrível segredo, o novo restaurante mais badalado do Japão está sendo administrado pelos Bugg Brothers como um esquema nefasto para ganhar muito dinheiro com um público desavisado. Parte Dois: Os Lutadores: Durante uma visita ao Parque de Diversões Sumo Slammers em Tóquio, o Time Tennyson assiste a uma verdadeira luta de sumô como parte dos Jogos Globais, mas quando os travessos Twain Twins caem Após o evento para vingar a derrota da medalha de sua mãe anos antes, Ben deve pensar sobre as coisas se quiser impedir a polarização da família! |               |                                                               |                                      |                                               |                    |                        |
| 155 | 23            | "Crescer é Difícil" "Growing Up is Hard to Do"                | Josh Kim e Sarah Visel               | 13 de setembro de 2020                        | 255                | TBA                    |
| Ben e Gwen estão ansiosos para entrar em uma competição de patinação, mas quando a Babá Pesadelo aparece para ensinar boas maneiras às crianças skatistas, transformando-as em bebês, cabe ao Time Tennyson melhorar seu jogo se quiserem ter alguma chance de salvar o dia. |               |                                                               |                                      |                                               |                    |                        |
| 156 | 24            | "Fator Hex" "The Hex Factor"                                  | Kelly Turnbull                       | 13 de setembro de 2020                        | 256                | TBA                    |
| Quando Hex confunde um clube de magia exclusivo com uma sociedade secreta de bruxos que o esnobou, Ben precisa descobrir como contornar o rígido código de conduta do clube para detê-lo sem ser chutado pela segurança. |               |                                                               |                                      |                                               |                    |                        |
| 157 | 25            | "Gulodice" "Sweet Tooth"                                      | A.J. Marchisello                     | 14 de setembro de 2020                        | 257                | 0.17                   |
| Em uma ida ao consultório do dentista, as suspeitas de Ben de que algo está estranho com seu dentista são comprovadas quando ele se transforma no monstruoso Dor de Dente. Ben deve salvar o dia! |               |                                                               |                                      |                                               |                    |                        |
| 158 | 26            | "Vendaval Medieval" "Medieval Upheaval"                       | Chelsea McAlarney                    | 14 de setembro de 2020                        | 258                | TBA                    |
| Quando Steam Smythe 'viaja no tempo' para uma Feira Renascentista e sequestra Max, Ben e Gwen devem derrotá-lo sem quebrar o personagem. |               |                                                               |                                      |                                               |                    |                        |
| 159 | 27            | "Velocidade do Som" "Speed of Sound"                          | Marcus Rinehart                      | 15 de setembro de 2020                        | 259                | 0.21                   |
| A equipe Tennyson participa da viagem inaugural do trem mais rápido do mundo, mas o condutor acaba sendo Lorde Decibel e Ben deve atrapalhar seu plano mestre. |               |                                                               |                                      |                                               |                    |                        |
| 160 | 28            | "Mundo do Zingo" "Xingo's World"                              | Brandon Thomas                       | 15 de setembro de 2020                        | 260                | TBA                    |
| Ben, Gwen e Max estão na estrada novamente e deveriam estar olhando, mas Ben se recusa a deixar seus videogames de lado. Apenas o retorno de Zingo pode instigá-lo à ação! |               |                                                               |                                      |                                               |                    |                        |
| 161 | 29            | "Dor de Barriga" "Tummy Ache"                                 | A.J. Marchisello                     | 16 de setembro de 2020                        | 261                | 0.21                   |
| A equipe Tennyson faz um tour pela nova loja de doces Biggie Box, mas quando Dr. Pang (Toothache) surge e sequestra o proprietário, cabe a Ben parar o monstruoso dentista. |               |                                                               |                                      |                                               |                    |                        |
| 162 | 30            | "Visitantes do Parque Perdido" "Players of the Lost Park"     | Steve Orlando                        | 16 de setembro de 2020                        | 262                | TBA                    |
| Quando a equipe Tennyson visita o Parque Raspberry, eles recebem mais do que esperavam. O que eles acham que são inocentes jogos de azar são uma trama de vingança de Zombozo para roubar o Rustbuggy. |               |                                                               |                                      |                                               |                    |                        |
| 163 | 31            | "Sem Presa" "De-Fanged!"                                      | A.J. Marchisello                     | 17 de setembro de 2020                        | 263                | 0.24                   |
| A equipe Tennyson viaja para o novo Laser Town VR, mas quando Kevin trapaceia para chegar ao topo, Ben deve se unir ao ex-campeão Fang se quiser derrotar seu rival envenenado. |               |                                                               |                                      |                                               |                    |                        |
| 164 | 32            | "Trem 10" "Mock 10"                                           | Marcus Rinehart                      | 17 de setembro de 2020                        | 264                | TBA                    |
| Ben, Kevin e LaGrange ficam presos "fora do tempo" depois que o último sequestra um trem supersônico com um motor defeituoso, forçando o trio a se unir e desacelerar. |               |                                                               |                                      |                                               |                    |                        |
| 165 | 33            | "Rekoil"                                                      | Marcus Rinehart                      | 18 de setembro de 2020                        | 265                | 0.21                   |
| Enquanto o Time Tennyson impede o Dr. Animal de invadir o abrigo de animais, Ben enfrenta um vilão mais do que esperava - Rei Koil, agora o animal de estimação de Animal. |               |                                                               |                                      |                                               |                    |                        |
| 166 | 34            | "De Buktu Pro Futuro" "Buktu the Future"                      | A.J. Marchisello                     | 17 de setembro de 2020                        | 266                | TBA                    |
| Depois que a transmissão ao vivo de Tim Buktu é misteriosamente interrompida, a equipe Tennyson deve tentar uma missão de resgate e invadir a altamente confidencial Área 55 para salvá-lo. |               |                                                               |                                      |                                               |                    |                        |

## Filme (2020)
Em 19 de fevereiro de 2020, a Cartoon Network anunciou que Ben 10 Versus the Universe: The Movie, um longa-metragem baseado na série, será lançado no outono de 2020.

O filme foi lançado em 10 de outubro de 2020.
| Título | Escrito por                                             | Escrito e roteirizado por | Exibição original     | Código de produção   | Audiência (em milhões) |
| --- | ------------------------------------------------------- | --- | --------------------- | -------------------- | ---------------------- |
| " Ben 10 Contra o Universo: O Filme" "Ben 10 Versus the Universe: The Movie" | A.J. Marchisello, Marcus Rinehart, e Tanner Marchisello | Benjamin Lane, Chelsea McAlarney, Johnny Vu, André LaMilza, John Martinez, Josh Kim, Sarah Visel, Benjamin P. Carow, and Kelly Turnbull | 10 de outubro de 2020 | 267268269270271272LF | 0.33                   |
| Uma explosão do passado de Ben retorna para causar o dobro do dano no Time Tennyson e no próprio planeta Terra, forçando Ben a ir interestelar para salvar o dia em que encontra o criador do Omnitrix. Estreias alienígenas do Omnitrix: Arraia-à-Jato Omni-Kix, Arraia-à-Jato Omni-Naut, Enormossauro Omni-Naut, Chama Omni-Naut, Gosma, Choque Rochoso Omni-Naut, Gigante Estreias alienígenas do Antitrix: (por Vilgax) AntiVilgax e Alien V |                                                         | |                       |                      |                        |

## Curtas (2017)

### Bentuição (2017)
Estes foram exibidos ao lado das exibições da série. Cada curta mostra Ben se transformando em um alienígena (geralmente mais de uma vez) para realizar uma tarefa.
| # | Título                                                            | Exibição Original       | Exibição no Brasil  | Exibição em Portugal |
| --- | ----------------------------------------------------------------- | ----------------------- | ------------------- | -------------------- |
| 1 | "Bentuição (Parte 1) (BR) Upgrade (PT)" "Upgrade 01"              | 8 de janeiro de 2017    | 21 de julho de 2017 |                      |
| Ben tenta fazer uma corrida de skate usando o Ultra T, no entanto, ele cai no chão.                    |                                                                   |                         |                     |                      |
| 2 | "Bentuição (Parte 2) (BR) Vinha Selvagem (PT)" "Wildvine 01"      | 8 de janeiro de 2017    | 28 de julho de 2017 |                      |
| Cipó Selvagem tenta dançar com mascotes de parque de diversões e Gwen, mas suas pernas o atrapalham.   |                                                                   |                         |                     |                      |
| 3 | "Bentuição (Parte 2) (BR) Diamante (PT)" "Diamondhead 01"         | 8 de janeiro de 2017    | 28 de julho de 2017 |                      |
| Diamante tenta dançar e quebra uma janela.                                                             |                                                                   |                         |                     |                      |
| 4 | "Bentuição (Parte 1) (BR) Bala de Canhão (PT)" "Cannonbolt 01"    | 9 de janeiro de 2017    | 21 de julho de 2017 |                      |
| Ben tenta fazer a bola de canhão perfeita com Bola de Canhão.                                          |                                                                   |                         |                     |                      |
| 5 | "Bentuição (Parte 3) (BR) Chama 1 (PT)" "Heatblast 01"            | 11 de janeiro de 2017   | 4 de agosto de 2017 |                      |
| Ben usa Chama para cozinhar pipoca... e queima um buraco na barraca.                                   |                                                                   |                         |                     |                      |
| 6 | "Bentuição (Parte 1) (BR) XLR8 (PT)" "XLR8 01"                    | 12 de janeiro de 2017   | 21 de julho de 2017 |                      |
| XLR8 tenta fazer um novo registro de velocidade, mas volta para Ben no momento errado.                 |                                                                   |                         |                     |                      |
| 7 | "Bentuição (Parte 1) (BR) Quatro Braços (PT)" "Four Arms 01"      | 13 de janeiro de 2017   | 21 de julho de 2017 |                      |
| Ben usa Quatro Braços para ganhar um concurso de salto.                                                |                                                                   |                         |                     |                      |
| 8 | "Bentuição (Parte 2) (BR) Overflow (PT)" "Overflow 01"            | 13 de janeiro de 2017   | 28 de julho de 2017 |                      |
| Enxurrada quer se mostrar em um parque, mas acaba a ser atingido por uma orca.                         |                                                                   |                         |                     |                      |
| 9 | "Bentuição (Parte 2) (BR) Massa Cinzenta (PT)" "Grey Matter 01"   | 29 de janeiro de 2017   | 28 de julho de 2017 |                      |
| Ben se transforma em Massa Cinzenta para parar o ronco do Vô Max.                                      |                                                                   |                         |                     |                      |
| 10 | "Bentuição (Parte 1) (BR) Vinha Selvagem 2 (PT)" "Wildvine 02"    | 5 de fevereiro de 2017  | 21 de julho de 2017 |                      |
| Ben faz uma aposta com Gwen que ele não pode ser atingido por balões de água como Cipó Selvagem.       |                                                                   |                         |                     |                      |
| 11 | "Bentuição (Parte 3) (BR) Insectóide 1 (PT)" "Stinkfly 01"        | 12 de fevereiro de 2017 | 4 de agosto de 2017 |                      |
| Insectóide usa seus poderes de modo errado.                                                            |                                                                   |                         |                     |                      |
| 12 | "Bentuição (Parte 1) (BR) Overflow 2 (PT)" "Overflow 02"          | 19 de fevereiro de 2017 | 21 de julho de 2017 |                      |
| Enxurrada acaba empurrando o Vô Max no oceano e não acaba nada bem.                                    |                                                                   |                         |                     |                      |
| 13 | "Bentuição (Parte 2) (BR) Upgrade 2 (PT)" "Upgrade 02"            | 13 de abril de 2017     | 28 de julho de 2017 |                      |
| Ben realiza um pedido para Gwen com o Ultra T mas acaba dando errado.                                  |                                                                   |                         |                     |                      |
| 14 | "Bentuição (Parte 2) (BR) XLR8 2 (PT)" "XLR8 02"                  | 24 de abril de 2017     | 28 de julho de 2017 |                      |
| XLR8 faz uma aposta com Gwen que pode chegar a uma torre do relógio em 10 segundos.                    |                                                                   |                         |                     |                      |
| 15 | "Bentuição (Parte 2) (BR) bala de canhão 2 (PT)" "Cannonbolt 02"  | 2 de maio de 2017       | 28 de julho de 2017 |                      |
| Bola de Canhão fica preso na areia tentando fazer um golpe na praia.                                   |                                                                   |                         |                     |                      |
| 16 | "Bentuição (Parte 3) (BR)" "Heatblast 02"                         | 2 de maio de 2017       | 4 de agosto de 2017 |                      |
| Ben faz algumas erupções épicas usando Chama.                                                          |                                                                   |                         |                     |                      |
| 17 | "Bentuição (Parte 3) (BR)" "Four Arms 02"                         | 25 de maio de 2017      | 4 de agosto de 2017 |                      |
| Quatro Braços faz peidos com seu suvaco mas sem querer solta pum.                                      |                                                                   |                         |                     |                      |
| 18 | "Bentuição (Parte 3) (BR) Massa Cinzenta 2 (PT)" "Grey Matter 02" | 25 de maio de 2017      | 4 de agosto de 2017 |                      |
| Massa Cinzenta mostra que ele pode lutar de qualquer tamanho.                                          |                                                                   |                         |                     |                      |
| 19 | "Bentuição (Parte 3) (BR)" "Stinkfly 02"                          | 26 de maio de 2017      | 4 de agosto de 2017 |                      |
| Insectóide faz uma brincadeira com Gwen e Max.                                                         |                                                                   |                         |                     |                      |
| 20 | "Bentuição (Parte 3) (BR)" "Diamondhead 02"                       | 20 de junho de 2017     | 4 de agosto de 2017 |                      |
| Diamante e Gwen usam a arte da refração da luz e começam uma fogueira... e queimam o cabelo do Vô Max. |                                                                   |                         |                     |                      |

### Mundos Alienígenas (2017-2018)
Mundos Alienígenas, também conhecido como Alien da Semana ou Hora do Alien, são uma série de curtas que foram lançados durante a quarta-feira, começando em 2 de agosto de 2017 no canal do Ben 10 no YouTube. Esses vídeos mostram os alienígenas em que Ben pode se transformar, seus planetas natais e sua cultura. Os curtas são narrados pelo personagem Azmuth. Foram 30 curtas até agora.
| #  | Título                                                                               | Exibição Original      | Exibição no Brasil     | Exibição em Portugal |
| -- | ------------------------------------------------------------------------------------ | ---------------------- | ---------------------- | -------------------- |
| 1  | "Os Jogos das Soberanas (BR)" "Alien of the Week: Four Arms"                         | 31 de agosto de 2017   | 25 de outubro de 2017  |                      |
| 2  | "A Grande Guerra Civil Petropiana (BR)" "Alien of the Week: Diamondhead"             | 31 de agosto de 2017   | 11 de outubro de 2017  |                      |
| 3  | "Temporada Radical (BR)" "Alien of the Week: Heatblast"                              | 31 de agosto de 2017   | 18 de outubro de 2017  |                      |
| 4  | "Corrida de Manopla (BR)" "Alien of the Week: XLR8"                                  | 31 de agosto de 2017   | 1 de novembro de 2017  |                      |
| 5  | "Os Arquivistas (BR)" "Alien of the Week: Grey Matter"                               | 31 de agosto de 2017   | 8 de novembro de 2017  |                      |
| 6  | "Crise em Galvan B (BR)" "Alien of the Week: Upgrade"                                | 31 de agosto de 2017   | 22 de novembro de 2017 |                      |
| 7  | "Bolas de Praia (BR)" "Alien of the Week: Cannonbolt"                                | 31 de agosto de 2017   | 6 de dezembro de 2017  |                      |
| 8  | "Seres Selvagens (BR)" "Alien of the Week: Wildvine"                                 | 31 de agosto de 2017   | 29 de novembro de 2017 |                      |
| 9  | "Os Piratas de Cascareau (BR)" "Alien of the Week: Overflow"                         | 31 de agosto de 2017   | 15 de novembro de 2017 |                      |
| 10 | "O Círculo Silencioso (BR)" "Alien of the Week: Stinkfly"                            | 31 de agosto de 2017   | 13 de dezembro de 2017 |                      |
| 11 | "A Grande Guerra Civil Petropiana, Parte 2 (BR)" "Alien of the Week: Diamondhead II" | 15 de agosto de 2018   | 5 de agosto de 2018    |                      |
| 12 | "A Lança Bélica (BR)" "Alien of the Week: Four Arms II"                              | 22 de agosto de 2018   | 12 de agosto de 2018   |                      |
| 13 | "Apagão (BR)" "Alien of the Week: Grey Matter II"                                    | 3 de setembro de 2018  | 19 de agosto de 2018   |                      |
| 14 | "Jogada Rapida (BR)" "Alien of the Week: XLR8 II"                                    | 29 de agosto de 2018   | 26 de agosto de 2018   |                      |
| 15 | "Resfriado (BR)" "Alien of the Week: Heatblast II"                                   | 26 de agosto de 2018   | 2 de setembro de 2018  |                      |
| 16 | "Os Sentinelas de Cascareau (BR)" "Alien of the Week: Overflow II"                   | 9 de setembro de 2018  | 9 de setembro de 2018  |                      |
| 17 | "Conquista Fulmaniana (BR)" "Alien of the Week: Shock Rock"                          | 16 de setembro de 2018 | 16 de setembro de 2018 |                      |
| 18 | "A Àrvore do Mundo (BR)" "Alien of the Week: Wildvine II"                            | 23 de setembro de 2018 | 23 de setembro de 2018 |                      |
| 19 | "O Doce Cheiro da Sobrevivência (BR)" "Alien of the Week: Stinkfly II"               | 30 de setembro de 2018 | 30 de setembro de 2018 |                      |
| 20 | "Quando os Mega-Tubarões Atacam! (BR)" "Alien of the Week: Cannonbolt II"            | 7 de outubro de 2018   | 7 de outubro de 2018   |                      |